# Nososticta conifera
Nososticta conifera är en trollsländeart som beskrevs av Günther Theischinger och Richards 2006. Nososticta conifera ingår i släktet Nososticta och familjen Protoneuridae. Inga underarter finns listade i Catalogue of Life.